# ServiceNow
ServiceNow Inc. ist ein US-amerikanisches Technologieunternehmen mit Sitz in Santa Clara, Kalifornien. Es bietet mit dem gleichnamigen Produkt eine cloud-basierte Lösung für das IT-Service-Management an.

## Geschichte
ServiceNow wurde 2004 von Frederic Luddy gegründet. Im Juli 2005 wurden erstmals 2,5 Mio. USD Finanzierungsgelder gesammelt und darauf folgten weitere 11 Mio. USD in den nächsten zwei Jahren.
Im Herbst 2005 erhielt ServiceNow dann deren ersten Auftrag von WagerWorks, einer Glücksspielseite. 2009 folgte eine weitere Finanzierungsrunde mit 41 Mio. USD und das Unternehmen machte erste Gewinne mit Kunden wie Deutsche Bank, Intel und McDonald’s.
2011 wurde dann ein Kaufangebot von 2,5 Mrd. USD von VMware gestellt, welches jedoch ausgeschlagen wurde.
2020 gaben die Firma bekannt, eine Partnerschaft mit dem Netzwerkausrüster Cisco eingehen zu wollen. Bei dieser geht es darum, dass Cisco DNA Spaces in die Tracing App von ServiceNow integriert wird.
Im Jahr 2020 hatte das Unternehmen einen Marktwert von über 95 Mrd. USD. (Stand: September 2020)  Der Kurs stieg von Anfang 2020 bis Anfang September um ungefähr 70 %.

### Börsengang
Im Juni 2012 erfolgte der Börsengang an der New Yorker Börse („NOW“) zu einem Startpreis von 18 USD.

### Übernahmen
Zuletzt getätigte Übernahmen durch ServiceNow:
- Sweagle – 22. Juni 2020
- Passage AI – 28. Januar 2020
- Loom Systems – 22. Januar 2020

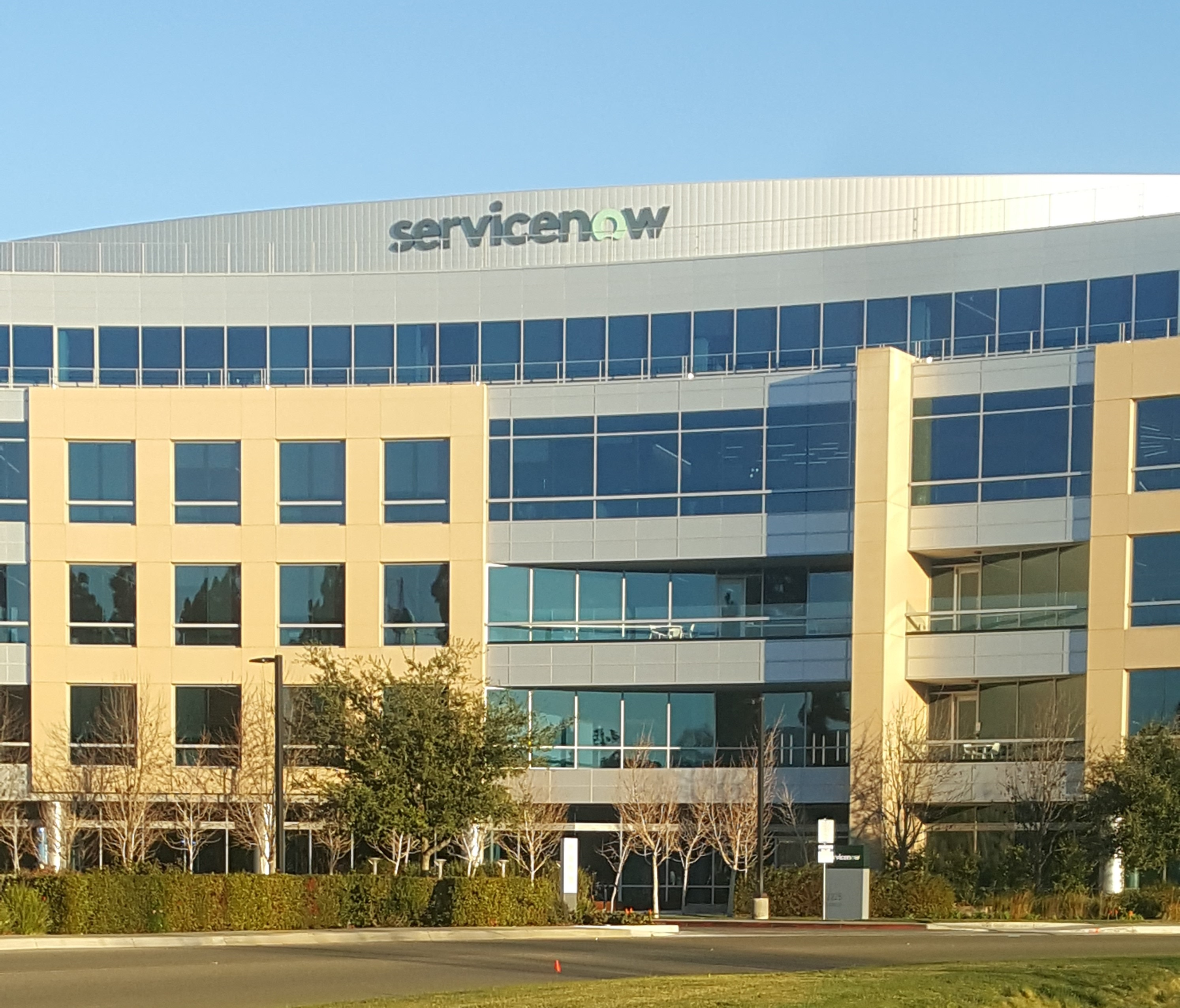
ServiceNow HQ in Santa Clara, Kalifornien

- Fairchild Resiliency – 8. November 2019
- Appsee – 13. Mai 2019

## Unternehmen

### Leitung
- Frederic B. Luddy, Chairman of the Board
- William R. McDermott, CEO
- Gina Mastantuono, CFO[10]

### Geschäftszahlen
Im Jahr 2024 erwirtschaftete das Unternehmen einen Umsatz von 10.984 Mio. USD. Das entspricht einer Steigerung von mehr als 22 % gegenüber dem Geschäftsjahr davor mit 8.971 Mio. USD Umsatz.
| Jahr | Umsatz | Gewinn | Bilanzsumme | Mitarbeiter |
| ---- | ------ | ------ | ----------- | ----------- |
| 2010 | 43     | 10     | 51          |             |
| 2011 | 93     | 10     | 156         |             |
| 2012 | 244    | -37    | 478         | 1.077       |
| 2013 | 425    | -74    | 1.168       | 1.830       |
| 2014 | 683    | -179   | 1.425       | 2.826       |
| 2015 | 1.005  | -198   | 1.807       | 3.686       |
| 2016 | 1.391  | -414   | 2.034       | 4.801       |
| 2017 | 1.918  | -117   | 3.550       | 6.222       |
| 2018 | 2.609  | -27    | 3.879       | 8.154       |
| 2019 | 3.460  | 627    | 6.022       | 10.371      |
| 2020 | 4.519  | 119    | 8.715       | 13.000      |
| 2021 | 5.896  | 230    | 10.798      | 16.881      |
| 2022 | 7.245  | 325    | 13.299      | 20.433      |
| 2023 | 8.971  | 1.731  | 17.387      | 22.668      |
| 2024 | 10.984 | 1.425  | 20.383      | 26.293      |